# Caiac canoe la Jocurile Olimpice de vară din 2024 - KX-1 feminin
Proba feminină de caiac KX-1 de la Jocurile Olimpice de vară din 2024 a avut loc în perioada 2-5 august 2024 pe Stadionul Nautic Olimpic Național din Île-de-France, aflat la aproximativ 30 de kilometri de Paris. Este prima dată când această probă este inclusă în programul Jocurilor Olimpice.

## Program
Orele sunt ora Franței (UTC+1) 
| Data                    | Timp              | Etapă                                        |
| ----------------------- | ----------------- | -------------------------------------------- |
| Vineri, 2 august 2024   | 16:40             | Contra cronometru                            |
| Sâmbătă, 3 august 2024  | 15:30 18:05       | Runda 1 Recalificări                         |
| Duminică, 4 august 2024 | 16:45             | Serii                                        |
| Luni, 5 august 2024     | 15:30 16:15 16:43 | Sferturi de finală Semifinale Locul 3 Finale |

## Rezultate

### Cursa contra cronometru
Rezultate stabilirea ordinii de concurs.
| Loc | Nr. concurs | Canoist Țară              | Timp  | Note    |
| --- | ----------- | ------------------------- | ----- | ------- |
| 1   | 4           | Camille Prigent (FRA)     | 70,33 |         |
| 2   | 3           | Jessica Fox (AUS)         | 70,84 |         |
| 3   | 21          | Mallory Franklin (GBR)    | 71,85 |         |
| 4   | 15          | Luuka Jones (NZL)         | 72,10 |         |
| 5   | 12          | Ana Sátila (BRA)          | 72,64 |         |
| 6   | 19          | Evy Leibfarth (USA)       | 72,66 |         |
| 7   | 5           | Ricarda Funk (GER)        | 72,89 |         |
| 8   | 10          | Noemie Fox (AUS)          | 73,09 |         |
| 9   | 6           | Mònica Dòria (AND)        | 73,15 |         |
| 10  | 8           | Angèle Hug (FRA)          | 73,27 |         |
| 11  | 31          | Antonie Galušková (CZE)   | 73,75 |         |
| 12  | 2           | Eva Terčelj (SLO)         | 74,00 |         |
| 13  | 16          | Elena Lilik (GER)         | 74,19 |         |
| 14  | 27          | Lena Teunissen (NED)      | 74,24 |         |
| 15  | 22          | Miren Lazkano (ESP)       | 74,77 |         |
| 16  | 1           | Kimberley Woods (GBR)     | 74,98 |         |
| 17  | 7           | Stefanie Horn (ITA)       | 75,19 |         |
| 18  | 18          | Klaudia Zwolińska (POL)   | 75,19 |         |
| 19  | 9           | Maialen Chourraut (ESP)   | 75,23 |         |
| 20  | 13          | Eliška Mintálová (SVK)    | 75,26 |         |
| 21  | 29          | Eva Alina Hočevar (SLO)   | 76,48 |         |
| 22  | 30          | Corinna Kuhnle (AUT)      | 76,55 |         |
| 23  | 36          | Chang Chu-han (TPE)       | 76,58 |         |
| 24  | 24          | Carole Bouzidi (ALG)      | 76,68 |         |
| 25  | 37          | Li Shiting (CHN)          | 77,40 |         |
| 26  | 14          | Viktoriia Us (UKR)        | 78,18 |         |
| 27  | 11          | Alena Marx (SUI)          | 78,29 |         |
| 28  | 35          | Marta Bertoncelli (ITA)   | 78,38 |         |
| 29  | 23          | Martina Wegman (NED)      | 78,64 |         |
| 30  | 17          | Zuzana Paňková (SVK)      | 79,36 |         |
| 31  | 32          | Aki Yazawa (JPN)          | 79,96 |         |
| 32  | 25          | Viktoria Wolffhardt (AUT) | 80,83 |         |
| 33  | 20          | Tereza Fišerová (CZE)     | 81,17 |         |
| 34  | 28          | Sofía Reinoso (MEX)       | 82,99 |         |
| 35  | 33          | Madison Corcoran (IRL)    | 83,49 |         |
| 36  | 34          | Haruka Okazaki (JPN)      | 84,16 |         |
| 37  | 26          | Lois Betteridge (CAN)     | 79,76 | FLT (R) |

### Runda 1
Calificare în serii
     Recalificări
| Loc | Nr. concurs | Canoistă              | Timp    |
| --- | ----------- | --------------------- | ------- |
| 1   | 1           | Camille Prigent (FRA) |         |
| 2   | 12          | Eva Terčelj (SLO)     |         |
| 3   | 33          | Tereza Fišerová (CZE) | FLT (8) |

| Loc | Nr. concurs | Canoistă                  | Timp |
| --- | ----------- | ------------------------- | ---- |
| 1   | 13          | Elena Lilik (GER)         |      |
| 2   | 2           | Jessica Fox (AUS)         |      |
| 3   | 32          | Viktoria Wolffhardt (AUT) |      |

| Loc | Nr. concurs | Canoistă              | Timp    |
| --- | ----------- | --------------------- | ------- |
| 1   | 3           | Mallory FLoclin (GBR) |         |
| 2   | 14          | Lena Teunissen (NED)  |         |
| 3   | 31          | Aki Yazawa (JPN)      | FLT (4) |

| Loc | Nr. concurs | Canoistă             | Timp |
| --- | ----------- | -------------------- | ---- |
| 1   | 15          | Miren Lazkano (ESP)  |      |
| 2   | 4           | Luuka Jones (NZL)    |      |
| 3   | 30          | Zuzana Paňková (SVK) |      |

| Loc | Nr. concurs | Canoistă              | Timp    |
| --- | ----------- | --------------------- | ------- |
| 1   | 16          | Kimberley Woods (GBR) |         |
| 2   | 29          | Martina Wegman (NED)  |         |
| 3   | 5           | Ana Sátila (BRA)      | FLT (8) |

| Loc | Nr. concurs | Canoistă                | Timp    |
| --- | ----------- | ----------------------- | ------- |
| 1   | 6           | Evy Leibfarth (USA)     |         |
| 2   | 28          | Marta Bertoncelli (ITA) |         |
| 3   | 17          | Stefanie Horn (ITA)     | FLT (2) |

| Loc | Nr. concurs | Canoistă                | Timp |
| --- | ----------- | ----------------------- | ---- |
| 1   | 7           | Ricarda Funk (GER)      |      |
| 2   | 27          | Alena Marx (SUI)        |      |
| 3   | 18          | Klaudia Zwolińska (POL) |      |

| Loc | Nr. concurs | Canoistă                | Timp    |
| --- | ----------- | ----------------------- | ------- |
| 1   | 8           | Noemie Fox (AUS)        |         |
| 2   | 26          | Viktoriia Us (UKR)      |         |
| 3   | 19          | Maialen Chourraut (ESP) |         |
| 4   | 37          | Lois Betteridge (CAN)   | FLT (4) |

| Loc | Nr. concurs | Canoistă               | Timp    |
| --- | ----------- | ---------------------- | ------- |
| 1   | 9           | Mònica Dòria (AND)     |         |
| 2   | 20          | Eliška Mintálová (SVK) |         |
| 3   | 25          | Li Shiting (CHN)       |         |
| 4   | 36          | Haruka Okazaki (JPN)   | FLT (1) |

| Loc | Nr. concurs | Canoistă                | Timp    |
| --- | ----------- | ----------------------- | ------- |
| 1   | 10          | Angèle Hug (FRA)        |         |
| 2   | 24          | Carole Bouzidi (ALG)    |         |
| 3   | 21          | Eva Alina Hočevar (SLO) | FLT (6) |
| 4   | 35          | Madison Corcoran (IRL)  | FLT (6) |

| \| Loc \| Nr. concurs \| Canoistă \| Timp \| \| --- \| ----------- \| ----------------------- \| ----------- \| \| 1 \| 11 \| Antonie Galušková (CZE) \| \| \| 2 \| 34 \| Sofía Reinoso (MEX) \| \| \| 3 \| 23 \| Chang Chu-han (TPE) \| \| \| 4 \| 22 \| Corinna Kuhnle (AUT) \| FLT (R,2,3) \| |             |                         |             |
| Loc | Nr. concurs | Canoistă                | Timp        |
| 1 | 11          | Antonie Galušková (CZE) |             |
| 2 | 34          | Sofía Reinoso (MEX)     |             |
| 3 | 23          | Chang Chu-han (TPE)     |             |
| 4 | 22          | Corinna Kuhnle (AUT)    | FLT (R,2,3) |

### Recalificări
Calificare în serii
     Eliminată
| Loc | Nr. concurs | Canoistă              | Timp |
| --- | ----------- | --------------------- | ---- |
| 1   | 5           | Ana Sátila (BRA)      |      |
| 2   | 37          | Lois Betteridge (CAN) |      |
| 3   | 22          | Corinna Kuhnle (AUT)  |      |

| Loc | Nr. concurs | Canoistă             | Timp |
| --- | ----------- | -------------------- | ---- |
| 1   | 17          | Stefanie Horn (ITA)  |      |
| 2   | 23          | Chang Chu-han (TPE)  |      |
| 3   | 36          | Haruka Okazaki (JPN) |      |

| Loc | Nr. concurs | Canoistă                | Timp    |
| --- | ----------- | ----------------------- | ------- |
| 1   | 18          | Klaudia Zwolińska (POL) |         |
| 2   | 35          | Madison Corcoran (IRL)  |         |
| 3   | 25          | Li Shiting (CHN)        | FLT (8) |

| Loc | Nr. concurs | Canoistă                | Timp |
| --- | ----------- | ----------------------- | ---- |
| 1   | 33          | Tereza Fišerová (CZE)   |      |
| 2   | 19          | Maialen Chourraut (ESP) |      |
| 3   | 30          | Zuzana Paňková (SVK)    |      |

| \| Loc \| Nr. concurs \| Canoistă \| Timp \| \| --- \| ----------- \| ------------------------- \| ---- \| \| 1 \| 21 \| Eva Alina Hočevar (SLO) \| \| \| 2 \| 32 \| Viktoria Wolffhardt (AUT) \| \| \| 3 \| 31 \| Aki Yazawa (JPN) \| \| |             |                           |      |
| Loc | Nr. concurs | Canoistă                  | Timp |
| 1 | 21          | Eva Alina Hočevar (SLO)   |      |
| 2 | 32          | Viktoria Wolffhardt (AUT) |      |
| 3 | 31          | Aki Yazawa (JPN)          |      |

### Serii
Calificări pentru sferturi de finală
     Eliminată
| Loc | Nr. concurs | Canoistă               | Timp    |
| --- | ----------- | ---------------------- | ------- |
| 1   | 1           | Camille Prigent (FRA)  |         |
| 2   | 17          | Carole Bouzidi (ALG)   |         |
| 3   | 32          | Lois Betteridge (CAN)  |         |
| 4   | 16          | Eliška Mintálová (SVK) | FLT (8) |

| Loc | Nr. concurs | Canoistă                | Timp    |
| --- | ----------- | ----------------------- | ------- |
| 1   | 9           | Elena Lilik (GER)       |         |
| 2   | 24          | Stefanie Horn (ITA)     |         |
| 3   | 25          | Klaudia Zwolińska (POL) |         |
| 4   | 8           | Antonie Galušková (CZE) | FLT (R) |

| Loc | Nr. concurs | Canoistă                | Timp |
| --- | ----------- | ----------------------- | ---- |
| 1   | 5           | Noemie Fox (AUS)        |      |
| 2   | 28          | Maialen Chourraut (ESP) |      |
| 3   | 21          | Martina Wegman (NED)    |      |
| 4   | 12          | Jessica Fox (AUS)       |      |

| Loc | Nr. concurs | Canoistă                | Timp    |
| --- | ----------- | ----------------------- | ------- |
| 1   | 13          | Luuka Jones (NZL)       |         |
| 2   | 4           | Ricarda Funk (GER)      |         |
| 3   | 20          | Marta Bertoncelli (ITA) |         |
| 4   | 29          | Chang Chu-han (TPE)     | FLT (R) |

| Loc | Nr. concurs | Canoistă                  | Timp |
| --- | ----------- | ------------------------- | ---- |
| 1   | 3           | Evy Leibfarth (USA)       |      |
| 2   | 19          | Alena Marx (SUI)          |      |
| 3   | 14          | Eva Terčelj (SLO)         |      |
| 4   | 30          | Viktoria Wolffhardt (AUT) |      |

| Loc | Nr. concurs | Canoistă              | Timp |
| --- | ----------- | --------------------- | ---- |
| 1   | 11          | Kimberley Woods (GBR) |      |
| 2   | 6           | Mònica Dòria (AND)    |      |
| 3   | 27          | Tereza Fišerová (CZE) |      |
| 4   | 22          | Sofía Reinoso (MEX)   |      |

| Loc | Nr. concurs | Canoistă                | Timp    |
| --- | ----------- | ----------------------- | ------- |
| 1   | 7           | Angèle Hug (FRA)        |         |
| 2   | 23          | Ana Sátila (BRA)        |         |
| 3   | 10          | Miren Lazkano (ESP)     |         |
| 4   | 26          | Eva Alina Hočevar (SLO) | FLT (6) |

| Loc | Nr. concurs | Canoistă               | Timp |
| --- | ----------- | ---------------------- | ---- |
| 1   | 2           | Mallory FLoclin (GBR)  |      |
| 2   | 18          | Viktoriia Us (UKR)     |      |
| 3   | 15          | Lena Teunissen (NED)   |      |
| 4   | 31          | Madison Corcoran (IRL) |      |

### Sferturi de finală
Calificare pentru semifinale
     Eliminată
| Loc | Nr. concurs | Canoistă              | Note |
| --- | ----------- | --------------------- | ---- |
| 1   | 9           | Elena Lilik (GER)     |      |
| 2   | 17          | Carole Bouzidi (ALG)  |      |
| 3   | 1           | Camille Prigent (FRA) |      |
| 4   | 24          | Stefanie Horn (ITA)   |      |

| Loc | Nr. concurs | Canoistă                | Note    |
| --- | ----------- | ----------------------- | ------- |
| 1   | 5           | Noemie Fox (AUS)        |         |
| 2   | 13          | Luuka Jones (NZL)       |         |
| 3   | 28          | Maialen Chourraut (ESP) |         |
| 4   | 4           | Ricarda Funk (GER)      | FLT (5) |

| Loc | Nr. concurs | Canoistă              | Note    |
| --- | ----------- | --------------------- | ------- |
| 1   | 11          | Kimberley Woods (GBR) |         |
| 2   | 19          | Alena Marx (SUI)      |         |
| 3   | 3           | Evy Leibfarth (USA)   |         |
| 4   | 6           | Mònica Dòria (AND)    | FLT (2) |

| Loc | Nr. concurs | Canoistă              | Note    |
| --- | ----------- | --------------------- | ------- |
| 1   | 7           | Angèle Hug (FRA)      |         |
| 2   | 23          | Ana Sátila (BRA)      |         |
| 3   | 18          | Viktoriia Us (UKR)    |         |
| 4   | 2           | Mallory FLoclin (GBR) | FLT (R) |

### Semifinale
Calificare în finală
     Eliminată
| Loc | Nr. concurs | Canoistă             | Note    |
| --- | ----------- | -------------------- | ------- |
| 1   | 5           | Noemie Fox (AUS)     |         |
| 2   | 9           | Elena Lilik (GER)    |         |
| 3   | 17          | Carole Bouzidi (ALG) | FLT (6) |
| 4   | 13          | Luuka Jones (NZL)    | FLT (5) |

| Loc | Nr. concurs | Canoistă              | Note |
| --- | ----------- | --------------------- | ---- |
| 1   | 11          | Kimberley Woods (GBR) |      |
| 2   | 7           | Angèle Hug (FRA)      |      |
| 3   | 23          | Ana Sátila (BRA)      |      |
| 4   | 19          | Alena Marx (SUI)      |      |

### Finale
| Loc | Nr. concurs | Canoistă              | Note    |
| --- | ----------- | --------------------- | ------- |
| 1   | 5           | Noemie Fox (AUS)      |         |
| 2   | 7           | Angèle Hug (FRA)      |         |
| 3   | 11          | Kimberley Woods (GBR) |         |
| 4   | 9           | Elena Lilik (GER)     | FLT (2) |

| Loc | Nr. concurs | Canoistă             | Note |
| --- | ----------- | -------------------- | ---- |
| 1   | 13          | Luuka Jones (NZL)    |      |
| 2   | 19          | Alena Marx (SUI)     |      |
| 3   | 17          | Carole Bouzidi (ALG) |      |
| 4   | 23          | Ana Sátila (BRA)     |      |